# Incursione di Scone (1297)
L'incursione di Scone del 1297 avvenne nel mese di giugno e vide scontrarsi le forze reali scozzesi guidate da William Wallace e l'esercito reale inglese guidato da William de Ormesby.
A seguito della rivolta di Lanark, William Wallace si unì alle forze di William Douglas the Hardy e compì un'incursione nella città di Scone. Coi suoi uomini armati costrinse William de Ormesby, giustiziere di Scozia nominato dal governo inglese, ad abbandonare l'insediamento. Douglas venne catturato durante i combattimenti, ma Wallace continuò a razziare le terre circostanti e si portò a vincere la battaglia di Stirling Bridge.